# Perry (Missouri)
Perry és una població dels Estats Units a l'estat de Missouri. Segons el cens del 2000 tenia 666 habitants.

## Demografia
Segons el cens del 2000, Perry tenia 666 habitants, 310 habitatges, i 168 famílies. La densitat de població era de 209,1 habitants per km².
Dels 310 habitatges en un 23,5% hi vivien nens de menys de 18 anys, en un 45,8% hi vivien parelles casades, en un 6,8% dones solteres, i en un 45,5% no eren unitats familiars. En el 41,6% dels habitatges hi vivien persones soles el 24,8% de les quals corresponia a persones de 65 anys o més que vivien soles. El nombre mitjà de persones vivint en cada habitatge era de 2,05 i el nombre mitjà de persones que vivien en cada família era de 2,79.
Per edats la població es repartia de la següent manera: un 19,2% tenia menys de 18 anys, un 8% entre 18 i 24, un 21,9% entre 25 i 44, un 23,3% de 45 a 60 i un 27,6% 65 anys o més.
L'edat mediana era de 46 anys. Per cada 100 dones de 18 o més anys hi havia 75,8 homes.
La renda mediana per habitatge era de 30.625 $ i la renda mediana per família de 35.000 $. Els homes tenien una renda mediana de 29.135 $ mentre que les dones 17.656 $. La renda per capita de la població era de 18.304 $. Entorn del 5,2% de les famílies i el 7,4% de la població estaven per davall del llindar de pobresa.

## Poblacions més properes
El següent diagrama mostra les poblacions més properes.